# Лоттер, Мельхиор (старший)

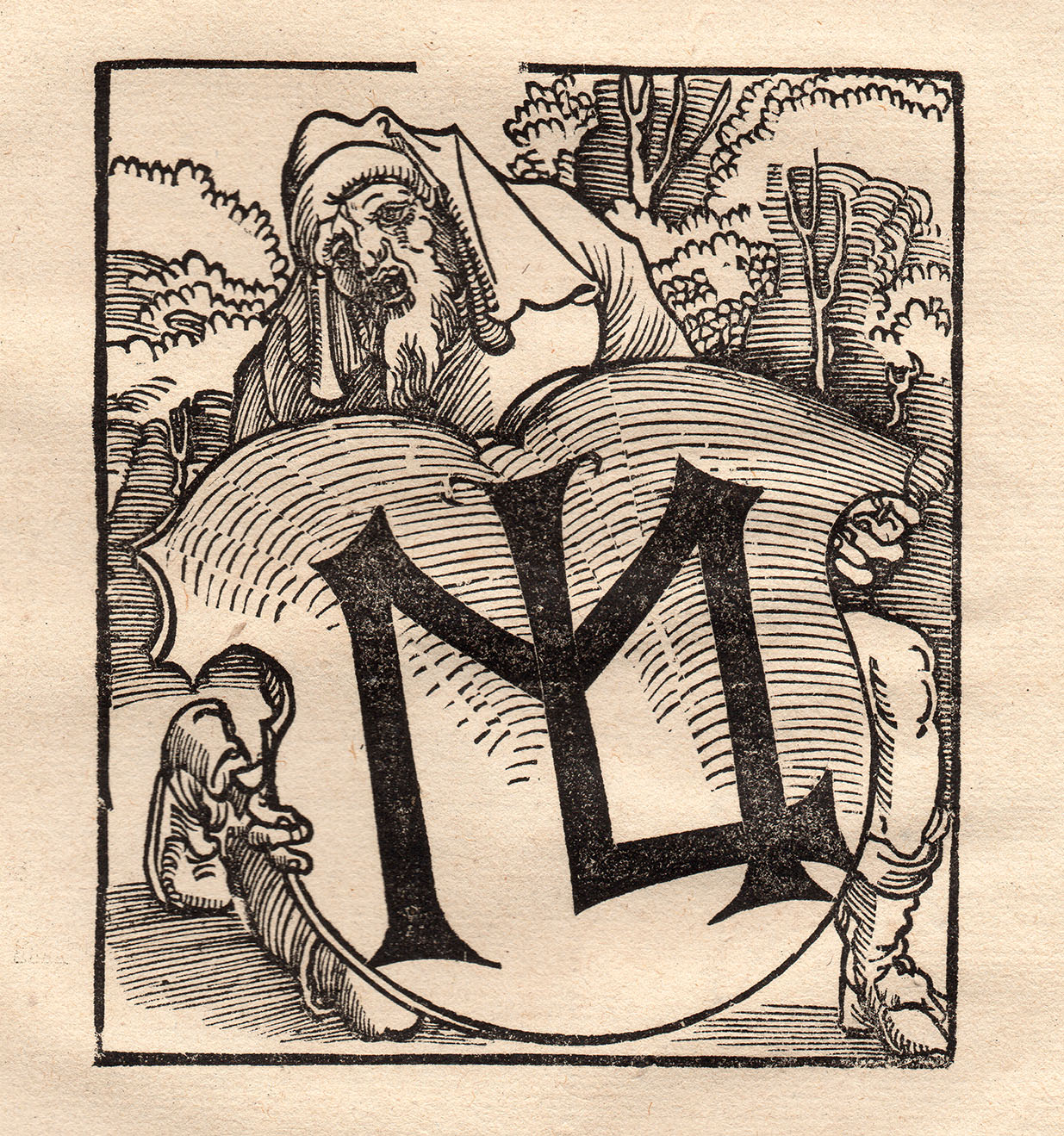
Отличительный знак Мельхиора Лютера

Мельхиор Лоттер (старший) (нем. Melchior Lotter (der Ältere); 1470—1549) — немецкий печатник и издатель.

## Биография
Семья Лоттеров была тесно связано с движением в Западной и Центральной Европе XVI—XVII веков под названием Реформация. Основатель семьи Мельхиор Лоттер (старший) родился в Ауэ в 1470 году. Затем жил с семьёй в Лейпциге.
Первым в Лейпциге начал печатать книги греческими буквами, а в 1511 году ввел типографский шрифт Антиква.
В 1519 году создал в Виттенберге филиал своего предприятия, затем передав дело детям.
Умер 1 февраля 1549 года в Лейпциге.
Его сын — Мельхиор (1490—1542), тоже был печатником, полное совпадение их имен приводит к некоторым библиографическим коллизиям. Известен Мельхиор-младший тем, что напечатал в 1522 году перевод Нового Завета Мартина Лютера (его называют также «Сентябрьский завет»). Опубликовал он и другие труды Мартина Лютера.
Второй сын — Михаэль (1499—1556), также был книгопечатником.

## Интересный факт
Иллюстрации к напечатанной книге Мельхиора-младшего «Сентябрьский завет» выполнил Лукас Кранах, для этого он сделал гравюры на дереве. Эта книга была так популярна, что второе её издание (с исправлениями) было напечатано в декабре того же года, а в течение 1523 года было выпущено 12 изданий в Базеле, Аугсбурге, Гримме и Лейпциге. В современное время иллюстрации к «Сентябрьскому завету» были выпущены в виде красочного набора из четырнадцати почтовых открыток.